# 范喬
范喬（221年—298年），字伯孫，陳留外黃（今河南省商丘市民權縣）人。三國曹魏武威太守范粲之長子。曾被多名官員舉薦，至樂安縣令，但用病藉詞不上任。太康八年，死時七十八歲。

## 生平
范喬兩歲時，其祖父范馨臨終前曾撫摸范喬的頭，說希望看見范喬成長，所以將自己所用的硯贈予范喬。到五歲，范喬祖母將此事告知，范喬便拿著這硯哭泣。九歲學習時在同輩中說話沒有廢話。二十歲求学于蔣國明。
當時已得到濟陰劉公榮器重。范喬朋友劉彥秋經常跟人說范喬人心思細密。另外范喬不認同當時光祿大夫李銓認為西漢文學家楊雄比同為西漢另一文學家劉向好，於是撰寫《劉楊優劣論》。
范喬一直好學不倦，但因其父范粲，在邵陵厲公曹芳被司馬師廢去帝號，貶為齊王，被遷到金墉城之後，至死一直不說話三十六年，住在車上，腳不落地，所以范喬一直侍候其父，更因此事范喬和其二弟放棄學業，不理世事，足不出邑，直到范粲過身。
范喬亦曾以其父范粲患病為藉口婉拒西晉晉武帝司馬炎下詔要求郡縣給予范粲的醫藥、二千石祿養病和布百匹。
西晉時期，當時司隸校尉劉毅、尚書郎王琨、司徒張華及吏部郎郗隆也曾舉薦范喬為官，但都被范喬以病為藉口推辭。

## 逸事
年初，有人告之范喬，上年年尾有一個住在城內的人偷偷地砍伐了范喬一棵樹，范喬充耳不聞，但那人因為羞愧所以還給范喬，范喬就對那人說，你也是想取柴生火為父母增添歡樂，所以無需羞愧。當時外黃縣令高頵也感嘆范喬未能作官。